# チャッキー・ヴェン
チャッキー・ヴェン（Chucky Venn, 1973年6月24日 - ）は、イギリスの俳優。

## 出演作品
- ダークナイト